# 阿尔弗雷德·因德拉
阿尔弗雷德·因德拉（捷克語：Alfréd Jindra，1930年3月31日—2006年5月7日），捷克男子皮划艇运动员。他曾代表捷克斯洛伐克参加1952年夏季奥林匹克运动会皮划艇比赛，获得男子单人划艇10000米铜牌。